# Sorex camtschatica
Sorex camtschatica es una especie de musaraña de la familia soricidae.

## Distribución geográfica
Es endémica de Rusia.